# تشاه أبراهيمي (كويرات)
تشاه أبراهیمي (بالإنجليزية: Chah-e Ebrahimi)‏ هي منطقة سكنية تقع في إيران في أصفهان.